# Mërgim Mavraj
Mërgim Mavraj, född 9 juni 1986 i Hanau, Västtyskland, är en albansk fotbollsspelare (försvarare) som spelar för den tyska klubben Greuther Fürth.
Den 5 september 2018 skrev han på ett två års kontrakt med den grekiska klubben Aris FC.
Ett halvt år senare den 3 januari 2019 skrev han på för den tyska Ingolstadt 04.